# Amt Leck
Das Amt Leck war ein Amt im Kreis Südtondern in Schleswig-Holstein. Es bestand aus den acht nachfolgend genannten Gemeinden:
1. Achtrup
2. Büllsbüll
3. Klintum
4. Leck
5. Lütjenhorn
6. Oster-Schnatebüll
7. Sprakebüll
8. Stadum

## Geschichte
1889 wurde im Kreis Tondern der Amtsbezirk Leck gebildet. Er bestand aus den oben genannten Gemeinden ohne Lütjenhorn und aus den fünf Gutsbezirken Büllsbüll, Gaarde, Fresenhagen, Hogelund und Lütjenhorn. 1927 wird aus dem Gutsbezirk Lütjenhorn die gleichnamige Gemeinde gebildet. 1928 werden die anderen Gutsbezirke aufgelöst. Der Gutsbezirk Büllsbüll wird in die Gemeinde Büllsbüll eingegliedert, die anderen drei Gutsbezirke in die Gemeinde Sprakebüll.
1948 wurde der Amtsbezirk aufgelöst und die acht Gemeinden bildeten fortan das Amt Leck. 1966 wurde das Amt aufgelöst. Leck wird amtsfreie Gemeinde. Die anderen sieben Gemeinden bildeten mit sechzehn weiteren Gemeinden aus den Ämtern Enge, Klixbüll und Medelby das Amt Süderkarrharde, das sich 1967 in Amt Karrharde umbenannte.
1968 wird Büllsbüll nach Achtrup eingemeindet, 1974 Klintum und Oster-Schnatebüll nach Leck und  Lütjenhorn ebenfalls 1974 nach Achtrup.